# Cairngorm

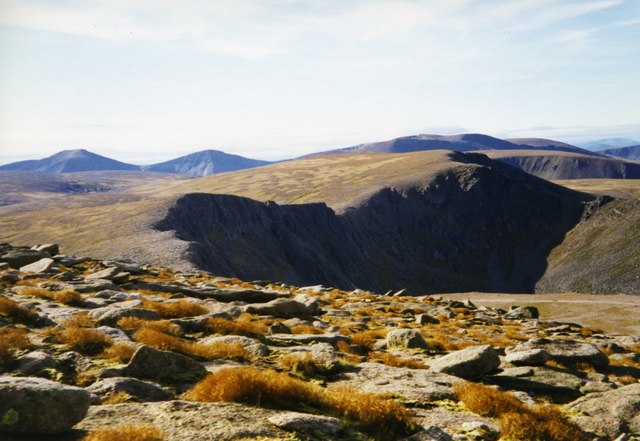
Widok z Cairn Gorm na Coire an t-Sneachda, cyrk lodowcowy

Cairngorm (gael. Am Monadh Ruadh) – pasmo górskie w Grampianach Wschodnich, w Szkocji. Jest to największe pasmo w Grampianach, rozciąga się na 35 km ze wschodu na zachód oraz na 20 km z północy na południe. Średnia wysokość terenu wynosi tu ponad 1000 m. Ponadto pasmo to mieści najwyżej położone źródło rzeki - Dee (źródło znajduje się na wysokości ok. 1200 m) oraz najwyżej położone jezioro na Wyspach Brytyjskich - Loch Avon, które leży na wysokości 726 m. Najwyższym szczytem pasma jest Ben Macdui, który osiąga wysokość 1309 m i jest drugim co do wysokości szczytem Wielkiej Brytanii.
Najważniejsze szczyty:
- Ben Macdui (1309 m),
- Braeriach (1296 m),
- Cairn Toul (1293 m),
- Sgor an Lochain Uaine (1258 m),
- Cairn Gorm (1245 m).